# What you see is what you mean
WYSIWYM, acronyme utilisé en informatique qui vient de l’anglais « what you see is what you mean », signifiant « Ce que vous voyez est ce que vous voulez dire », par opposition au WYSIWYG : what you see is what you get (« Ce que vous voyez est ce que vous obtenez »).
Cette catégorie de logiciels représente les informations en fonction de leur sens, de l’information à véhiculer (par opposition à « représenter les informations sous leur forme finale, pour impression, avec mise en forme à l’identique… »). Un des objectifs des interfaces WYSIWYM est de permettre une meilleure séparation du fond et de la forme lors de la création de documents. LyX ou Scenari sont des exemples de logiciels WYSIWYM.

## Concept
Le modèle du WYSIWYM s’oppose à celui du WYSIWYG qui lui est postérieur. Les logiciels basés sur ce modèle servent principalement à l’édition de documents textuels. Ils se caractérisent par le fait que l'auteur n'écrit pas le contenu qui sera lu par le lecteur. En effet, le lecteur n'a à sa disposition que la traduction du code sur l'interface d'un éditeur WYSIWYM (les balises du code et les possibilités de structuration du document lui sont proposées via cette interface). L'auteur n'écrit ainsi que du code à l'aide de l'éditeur. Lors de la phase de rédaction, il ne voit pas le résultat de sa publication telle que le lecteur pourra la voir.  L’auteur est ainsi incité à se focaliser sur le sens du contenu et à faire abstraction de son apparence finale, la forme étant gérée de manière automatique par le logiciel. Cette dissociation du fond et de la forme est ce qui permet d'écrire un document une seule fois pour différents types de présentations grâce, entre autres, au caractère polymorphe de l'écriture numérique caractérisée par le multi-support.

## Applications

### Publications multisupports
Devant la multiplication des supports des documents, qui est une des conséquences de l’utilisation du numérique, il apparaît vite très utile qu’un même document soit représenté sous différents supports en fonction des usages qu’on souhaite en faire. On distingue facilement deux grands types de supports dans l'écriture en général : le papier et le web. Ce dernier offre une diversité de formats : PDF, HTML, Word, etc. chacun disposant également de caractéristiques stylistiques et de mise en page différentes voire dynamiques. 
Devant cette multitude de supports, l’usage du copier/coller est une réponse directe pour gérer la diffusion d’informations sous différentes formes. Or, les supports ayant des formats profondément différents, un simple copier/coller ne permet pas de rendre correctement l’information et sa structuration : il est nécessaire d’adapter le contenu copié aux exigences propres de chaque support. C’est le cas par exemple avec le transcodage, la mise en page, les logiques de navigation. 
Dans le cadre de logiciels WYSIWYG, faire un copier/coller d’une page HTML, ou d’un document PDF vers un document Word (ou inversement) sous-entend, au mieux, refaire tout un travail de mise en page pour l’adapter au format d’un document Word. Par ailleurs, la manière dont on navigue au sein d’un document Word n’est absolument pas la même que sur internet : on n’utilise pas autant de liens hypertextes dans Word que sur internet où le lien hypertexte est omniprésent et permet à chaque lecteur de faire sa propre lecture, ce que Word ne peut pas rendre de la même manière. Ce problème peut aussi être rencontré si on fait un copier/coller d'une présentation Powerpoint vers un document Word et réciproquement.
L'avantage des logiciels de création WYSIWYM réside dans le fait qu'on peut s'affranchir de toutes ces manipulations de copier/coller hasardeux puisque l'auteur décrit avec un langage précis son document qui sera alors interprété par le logiciel de différentes manières en fonction des différentes formes que l'auteur souhaite donner à son document (article, rapport, présentation…). Les chaînes éditoriales implémentent cette solution.

### Chaînes éditoriales
Pour éviter des présentations de documents figés et non structurés édités par des traitements de texte WYSIWYG, l'utilisation de chaînes éditoriales est nécessaire dans le contexte WYSIWYM. La première chaîne éditoriale de ce genre permettant d'articuler un document dans ce contexte est LyX. 
Un autre exemple de chaîne éditoriale, est FrameMaker. Dans cette chaîne, un document peut être vu et édité dans deux modes : les aspects de styles (dans « formats ») gérés grâce à des balises de style et le contenu du document figurent dans le « corps », alors que sa structure et sa présentation sont définies dans les « modèles ». Plusieurs documents de ce type peuvent être liés entre eux et programmés sous certaines conditions pour des applications variées. Les éléments de ces documents peuvent être ensuite convertis en des balises d'autres langages spécifiques, en préservant toutes ou une partie de leurs fonctionnalités dans des langages tels que XML, HTML, CSS et PDF.
Voici quelques autres exemples de chaînes éditoriales : 
- Arbortex
- ChainEdit
- FrameMaker
- Grif
- Jaxe
- LyX
- LaTeX
- PolyTeX
- Publimap
- Scenari
- Groff

### Édition de site web
La plupart des logiciels payants permettant le développement de site web incluent des produits de type WYSIWYG pour accroître leur utilité. Les utilisateurs peuvent créer des pages web HTML dans un logiciel similaire à un traitement de texte, sans avoir besoin de quelconques connaissances de codage en HTML. Ce type de logiciel ne prend alors pas vraiment en compte dans leur usage la distinction entre le contenu HTML et sa présentation définie par exemple via le langage CSS. De tels logiciels ont été critiqués en grande partie à cause de la mauvaise qualité du code généré par ceux-ci,,, d'autant plus que le modèle WYSIWYM est de plus en plus préconisé,,. 
Un exemple d'éditeur WYSIWYM pour la création de pages web est WYMeditor. Dans cet éditeur, la structure des documents est définie par les classes d’attributs du langage HTML. Ces classes permettent également de définir et d'appliquer l'apparence finale du document. Bien que ce logiciel suive le modèle WYSIWYM, le document généré est au format HTML.

### Documents de capitalisation
La création de « documents de capitalisation » est une pratique du monde de l'entreprise permettant le regroupement des informations nécessaires à la poursuite d'un projet. Ces informations peuvent par exemple être hiérarchisées dans un tableur en utilisant un code implicite. Cette méthode rend néanmoins le traitement automatisé de l'information très difficile, lorsqu'il n'est pas tout simplement impossible. Les entreprises utilisent donc de plus en plus des logiciels WYSIWYM pour ce type de documents. Les balises permettent de hiérarchiser l'information de façon lisible aussi bien pour un lecteur humain que pour la machine.
Une telle utilisation reste néanmoins limitée par l'absence de logiciels réellement adaptés à ce type d'utilisation, du moins pour l'instant.